# Erwin Hanslik
Erwin Hanslik (* 12. Februar 1880 in Biala, Österreich-Ungarn; † Juli 1940 in Hartheim) war ein österreichisch-polnischer Geograph, Publizist und Kulturhistoriker.

## Leben
Erwin Hanslik wurde 1880 als Sohn eines polnischen Fabrikarbeiters und einer Wäscherin in Biała im galizischen Teil der Bielitz-Bialaer Sprachinsel geboren. Er studierte seit 1898 Geschichte und Geographie an der Universität Wien bei dem Historiker Oswald Redlich und den Geographen Eugen Oberhummer und Albrecht Penck. 1906 wurde er von Penck mit einer Arbeit über das Thema „Kulturgrenze und Kulturzyklus in den polnischen Westbeskiden. Eine prinzipielle kulturgeographische Untersuchung“ promoviert. In seiner Dissertation unterschied Hanslik zwischen Gebieten „Deutscher Kulturformen“ und „Deutschen Sprachinseln“ und entwickelte somit wesentliche Grundlagen für die spätere "Volks- und Kulturbodenforschung". Erwin Hansliks „Kulturgrenze zwischen Ost- und Westeuropa“ wurde später von Penck (1925) zur „mitteleuropäischen Grenze“ bzw. zur „Grenze des deutschen Kulturbodens“ umgedeutet.  Während einer Mittelmeerreise (1910) erlitt er einen schweren Unfall mit physischen und psychischen Folgen. 1911 habilitierte sich Hanslik in Anthropogeographie mit einer Arbeit über „Biala, eine deutsche Stadt in Galizien: Geographische Untersuchung des Stadtproblems“ und lehrte als Privatdozent an der Wiener Universität. Hauptberuflich arbeitete er an der Staatsrealschule im 9. Wiener Gemeindebezirk. 1915 gründete er zusammen mit dem Orientalisten Edmund Küttler das privat von Victor Ritter von Bauer finanzierte Wiener „Institut für Kulturforschung“. Während des Krieges entwickelte Hanslik die megalomane Vision eines größeren, sich nach Osten erweiternden Habsburgerreiches, distanzierte sich aber zugleich von seinen früheren Arbeiten, in denen er noch den dominierenden "westeuropäischen" bzw. deutschen Einfluss auf die Entstehung von "hochentwickelten" Kulturlandschaften in Osteuropa herausgestellt hatte.
In seinem Buch "Österreich: Erde und Geist" (1917b) lehnte Hanslik jegliche kulturelle Hegemonie durch „Westeuropa“ ab und betonte stattdessen die Notwendigkeit einer eigenständigen Entwicklung der „Ostvölker“. Das Ziel des neugegründeten Instituts bestand darin, „das Verständnis der Weltverhältnisse des Ostens und Orients“ zu erweitern, um „das Gemeinsame, Völkerverbindende zu erforschen“. Das Institut sollte, nach Hansliks Aussage, dazu beitragen, den „mannigfaltigen Völkern auf Österreichs Erde“ zu helfen, „die Abgründe zwischen Ost und West zu überbrücken […].“ Unter den prominenten Mitgliedern des Instituts befanden sich u. a. Gustav Klimt, Josef Hoffmann, Oskar Kokoschka und Adolf Loos. Hansliks Arbeiten basierten auf kulturbiologistischen Vorstellungen und propagierten geopolitische Großraumvorstellungen. Zu Hansliks späteren Studenten gehörte der Volkskundler und Siedlungshistoriker Walter Kuhn (Volkskundler). Seit 1921 verstärkten sich Hansliks psychische Probleme. Der Psychiater Julius Wagner-Jauregg behandelte ihn ohne Erfolg. Im Sommer 1940 wurde Hanslik als Opfer der nationalsozialistischen Krankenmorde im Rahmen der „Aktion T4“ ermordet.

## Werke (Auswahl)
- Kulturgrenze und Kulturzyklus in den polnischen Westbeskiden. Eine prinzipielle kulturgeographische Untersuchung, 1907.
- Biala, eine deutsche Stadt in Galizien: Geographische Untersuchung des Stadtproblems, 1909.
- Kulturgeographie der deutsch-slawischen Sprachgrenze, 1910.
- Die Menschheit in 30 Weltbildern, 1917a.
- Österreich: Erde und Geist, 1917b.
- Weltgeschichte in gemeinverständlicher Darstellung. Einleitung und Geschichte des alten Orients, 1919.